# Phụ nữ công sở

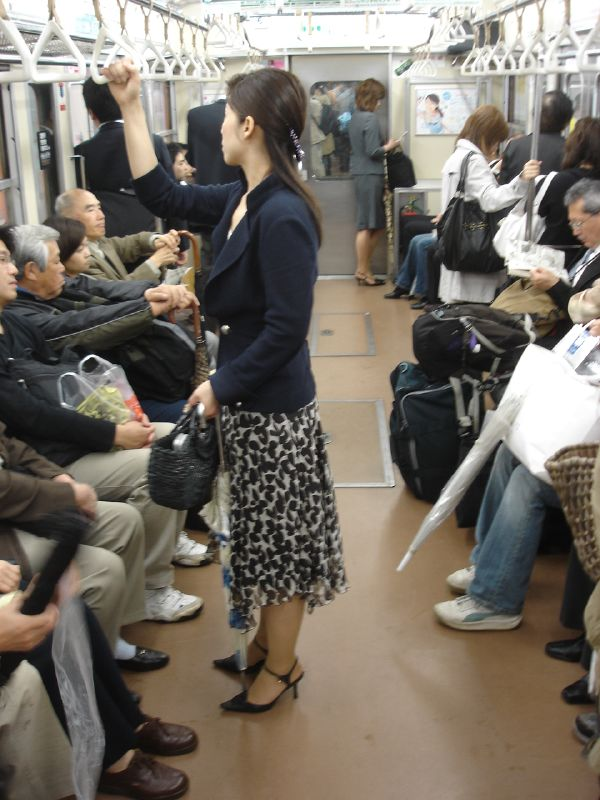
Hình ảnh một người phụ nữ công sở trên tàu điện ngầm Tokyo

Phụ nữ công sở hay office lady, thường viết tắt là OL (tiếng Nhật: オーエル, đã Latinh hoá: ōeru), là một nữ nhân viên văn phòng ở Nhật Bản chuyên thực hiện các nhiệm vụ của nhân viên cổ cồn hồng nói chung như làm thư ký hoặc làm công việc của nhân viên văn thư. Đôi khi họ còn được gọi với cái tên thân mật là bóng hồng công sở (office flower). Phụ nữ công sở thường là nhân viên cố định toàn thời gian, mặc dù công việc họ làm thường ngày gần như không có cơ hội để thăng tiến, và cũng thường xuyên có mong đợi ngầm hiểu rằng họ nên nghỉ việc một khi đã kết hôn.
Do một số ảnh hưởng của văn hóa đại chúng Nhật Bản tại Trung Quốc đại lục, Đài Loan và Hồng Kông cho nên thuật ngữ phụ nữ công sở cũng được sử dụng phổ biến ở những nơi này. Tuy nhiên, hàm nghĩa của từ này lại có một chút khác biệt. Ngoài ra cụm từ này đôi lúc người ta cũng thấy có mặt ở Việt Nam và các nước nói tiếng Anh.